# Aeroportul Rundu
Aeroportul Rundu (IATA: NDU, ICAO: FYRU) este un aeroport din Namibia ce deservește zona Rundu. Aeroportul a fost tranzitat în 2021 de 2.352 de pasageri. A fost numit după zona deservită.
Situat la o altitudine de 1.106 m, aeroportul dispune de o singură pistă.